# شهرستان گومگانگ
شهرستان گومگانگ یا کومگانگ به کره‌ای: 금강군) یک شهرستان در جنوب کره شمالی (مرکز شبه‌جزیره کره) است که در تابعیت استان گانگوون و در شمال مرز با کره جنوبی قرار دارد.
در سال ۱۹۵۲ میلادی، از بخشی از شهرستان هویانگ و بخش هایی از شهرستان یانگگو و شهرستانهای رینجه که پس از آتش بس تحت کنترل شمال باقی ماندند ، شکل گرفت. این شهرستان نام خود را از کوه گومگانگ گرفته است که بخشی آن کوه در قسمتی از شهرستان واقع شده است. 

## تقسیمات اداری
شهرستان گومگانگ به ۱ شهرک و ۲۶ روستای تابعه تقسیم شده است.
| - ‌ شهرک‌ها - گومگانگ (금강읍، Kŭmgang-ŭp) - روستاها - آنمی (안미리، Anmi-ri) - اوچون (오천리، Och'ŏl-li) - ایپو (이포리، Ip'o-ri) - بانگموک (방목리، Pangmok-ri) - بِکهیون (백현리، Paekhyŏl-li) - بوکجوم (북점리، Pukchŏm-ni) - پونگمی (풍미리، P'ungmi-ri) - چونگدو (청두리، Ch'ŏngdu-ri) - دانپونگ (단풍리، Tanp'ung-ni) - ریونگام (룡암리، Ryongam-ni) - سون‌گاپ (순갑리، Sun'gap-ri) - سونگ‌گو (송거리، Songgŏ-ri) | - روستاها (ادامه) - سوکسا (속사리، Soksa-ri) - سوگون (소곤리، Sogol-li) - سه‌دونگ (세동리، Sedong-ni) - شین‌گیو (신교리، Sin'gyo-ri) - شینوپ (신읍리، Sinŭp-ri) - شین‌وون (신원리، Sinwŏl-li) - گومپونگ (금풍리، Kŭmp'ung-ni) - گومچون (금천리، Kŭmch'ŏl-li) - موندونگ (문등리، Mundŭng-ni) - نه‌گومگانگ (내금강리، Naegŭmgang-ni) - هواچون (화천리، Hwach'ŏl-li) - هوئ سفلی (هاهوئ) (하회리، Hahoe-ri) - هیون (현리، Hyŏl-li) - هیوندونگ (현동리، Hyŏndong-li) |

## تاریخ
تا پیش از تأسیس این شهرستان در سال ۱۹۵۲ میلادی، اراضی تابعهٔ‌ شامل تمامی قصبه‌های قصبهٔ «نه‌گومگانگ» [내금강면]، بخش‌هایی از قصبهٔ‌ «آنپونگ» [안풍면]، بخش‌هایی از قصبهٔ‌ «سادونگ» [사동면] در شهرستان هوئیانگ، بخشی از قصبهٔ «سوهوا» [서화면] در شهرستان رینجه و بخشی از قصبهٔ «سوئیپ» [수입면] از شهرستان یانگ‌گو قرار داشتند. 
در پی قطعی شدن مرز بین دو کره، در دسامبر سال ۱۹۵۲ میلادی، در کره شمالی، «قصبه» به‌عنوان یک واحد اداری بالکل منحل شد. در عوض، روستاهای کوچکتر و بزرگتر در جای‌جای کشور با هم تجمیع شده و وظایف اداری بیشتری به آن‌ها سپرده شد، و آن‌ها عملا به سطح سوم تقسیمات کشوری، مستقیما تابعهٔ شهرستان‌ها تبدیل شدند.
در همین ماه‌های آخر از جنگ کره بود که این موضوع قطعی شده بود که بیشتر اراضی دو شهرستان رینجه و یانگ‌گو در کره جنوبی قرار گرفتند. در نتیجه این دو شهرستان، در تابعیت کرهٔ شمالی منحل شدند.
در همان تاریخ و در چهارچوب پروسهٔ اصلاحات تقسیمات اداری، اراضی قصبه‌های فوق‌الذکر ادغام شده و شهرستان جدید گومگانگ را تشکیل دادند. (مجموعا ۵۸ روستا، ۱۶ روستا از قصبهٔ «آنپونگ»، ۱۱ روستا از قصبهٔ «سادونگ»، ۲۷ روستا از قصبهٔ «نه‌گومگانگ» (شهرستان هوئیانگ)، ۱ روستا از قصبهٔ «سوهوا» (شهرستان رینجه)، ۳ روستا از قصبهٔ «سوئیپ» (شهرستان یانگ‌گو))
در طول این پروسه، این روستاهای مختلف، به شرح زیر ادغام شده و به ۱ شهرک و ۲۵ روستای نهائی در تابعیت شهرستان جدید التأسیس گومگانگ تبدیل شدند:
- شهرک
  1. گومگانگ [금강읍] از ادغام روستای «مالهوی ۱ام» [말휘1리]، «مالهوی ۲ام» [말휘2리]، «یودونگ» [유동리] (قصبهٔ منحل شدهٔ «نه‌گومگانگ»، هوئیانگ)

- روستاها
  1. آنمی [안미리] از ادغام روستاهای «آنمی»، «چودونگ» [추동리] (قصبهٔ منحل شدهٔ «آنپونگ»، هوئیانگ)
  2. ایپو [이포리] (قصبهٔ منحل شدهٔ «سوهوا»، رینجه)
  3. بانگموک [방목리] از ادغام روستاهای «بانگموک ۱ام» [방목1리]، «بانگموک ۲ام» [방목2리]، «هونگین‌دونگ» [흥인동리] (قصبهٔ منحل شدهٔ «آنپونگ»، هوئیانگ)
  4. بوکجوم [북점리] از ادغام روستای «بوکجوم علیا (سانگ‌بوکجوم)» [상북점리]، بخشی از «بوکجوم سفلی (هابوکجوم)» [병이무지리] (قصبهٔ منحل شدهٔ «نه‌گومگانگ»، هوئیانگ)
  5. بیونگمو [병무리] از ادغام روستاهای «بیونگی‌موجی» [병이무지리]، «جونگسان» [중산리] (قصبهٔ منحل شدهٔ «نه‌گومگانگ»، هوئیانگ)
  6. پونگمی [풍미리] از ادغام روستاهای «پونگمی ۱ام» [풍미1리]، «پونگمی ۲ام» [풍미2리]، «جانگچیدونگ ۱ام» [장치동1리]، «سونگ‌دونگ» [성동리] (قصبهٔ منحل شدهٔ «آنپونگ»، هوئیانگ)
  7. چونگدو [청두리] از ادغام روستاهای «چونگ‌سونگ» [청송리]، «دوپو» [두포리] (قصبهٔ منحل شدهٔ «سوئیپ»، یانگ‌گو)
  8. ریونگام [룡암리] از ادغام روستاهای «شینچانگ» [신창리]، «ریونگام» (قصبهٔ منحل شدهٔ «آنپونگ»، هوئیانگ)
  9. سان‌وول [산월리] از ادغام روستاهای «جومبانگ علیا (سانگ‌جومبانگ)» [상점방리]، «جومبانگ میانی (گان‌جومبانگ)» [간점방리]، «ساندونگ» [사동리]، «سان‌وول» [산월리] (قصبهٔ منحل شدهٔ «سادونگ»، هوئیانگ)
  10. سوکسا [속사리] از ادغام روستاهای «سوکسادونگ ۱ام» [속사동1리]، «سوکسادونگ ۲ام» [속사동2리] (قصبهٔ منحل شدهٔ «نه‌گومگانگ»، هوئیانگ)
  11. سوگون [소곤리] از ادغام روستاهای «سوگون علیای (سانگ‌سوگون) ۱ام» [상소곤1리]، «سوگون علیای (سانگ‌سوگون) 2ام» [상소곤2리] (قصبهٔ منحل شدهٔ «نه‌گومگانگ»، هوئیانگ)
  12. سون‌گاپ [순갑리] از ادغام روستاهای «سون‌گاپ ۱ام» [순갑1리]، «سون‌گاپ ۲ام» [순갑2리]، بخشی از «بوکجوم سفلی (هابوکجوم)» [병이무지리] (قصبهٔ منحل شدهٔ «نه‌گومگانگ»، هوئیانگ)
  13. سه‌دونگ [용암리] از ادغام روستاهای «سه‌دونگ علیا (سانگ‌سه‌دونگ)» [상세동리]، «سه‌دونگ وسطی (جونگ‌سه‌دونگ)» [중세동리] (قصبهٔ منحل شدهٔ «آنپونگ»، هوئیانگ)
  14. شینپونگ [신풍리] از ادغام روستاهای «شینپونگ ۱ام» [신풍1리]، «شینپونگ ۲ام» [신풍2리]، بخشی از «اونجونگ‌دونگ» [온정동리] (قصبهٔ منحل شدهٔ «نه‌گومگانگ»، هوئیانگ)
  15. شین‌گیو [신교리] از ادغام روستاهای «ایگیو» [이교리]، «سّانگ‌گیه‌پیونگ» [쌍계평리] (قصبهٔ منحل شدهٔ «سادونگ»، هوئیانگ)
  16. شینوپ [신읍리] از ادغام روستاهای «شینوپ»، «گوانگ‌دونگ» [광동리]، «ماجوندونگ» [마전동리] (قصبهٔ منحل شدهٔ «سادونگ»، هوئیانگ)
  17. شین‌وون [신원리] از ادغام روستاهای «شین‌وون سفلی (هاشین‌وون)» [하신원리]، «شین‌وون علیا (سانگ‌شین‌وون)» [상신원리] (قصبهٔ منحل شدهٔ «نه‌گومگانگ»، هوئیانگ)
  18. گوکسان [곡산리] از ادغام روستاهای «گومان علیا (سانگ‌گومان)» [상구만리]، «گومگوک» [금곡리] (قصبهٔ منحل شدهٔ «سادونگ»، هوئیانگ)
  19. گومپونگ [금풍리] از روستای «جانگچیدونگ ۲ام» [장치동2리]
  20. گومچون [금천리] از ادغام روستای «گومچون»، بخشی از «اونجونگ‌دونگ» [온정동리] (قصبهٔ منحل شدهٔ «نه‌گومگانگ»، هوئیانگ)
  21. نه‌گانگ [내강리] از ادغام روستاهای «جانگیون» [장연리]، «جونگ‌یانگ‌دونگ» [정양동리]، «ساموک‌دونگ» [삼억동리] (قصبهٔ منحل شدهٔ «نه‌گومگانگ»، هوئیانگ)
  22. هواچون [화천리] از ادغام روستاهای «بون» [본리]، «گادونگ» [가동리]، «هواچون» (قصبهٔ منحل شدهٔ «آنپونگ»، هوئیانگ)
  23. هوئ سفلی (هاهوئ) [하회리] از ادغام روستاهای «بونجیسو» [분지수리]، «هوئ سفلی (هاهوئ) ۲ام» [하회2리]، «هوئ علیا (سانگ‌هوئ) ۲ام» [상회2리] (قصبهٔ منحل شدهٔ «نه‌گومگانگ»، هوئیانگ، قصبهٔ منحل شدهٔ «سوئیپ»، یانگ‌گو)
  24. هیون [현리] از ادغام روستاهای «سوگون سفلی (هاسوگون)» [하소곤리]، «هیون سفلی (هاهیون)» [하현리]، «هیون علیا (سانگ‌هیون)» [상현리] (قصبهٔ منحل شدهٔ «نه‌گومگانگ»، هوئیانگ)
  25. هیوندونگ [현동리] از ادغام روستاهای «بونگهیون» [봉현리]، «چودونگ» [추동리] (قصبهٔ منحل شدهٔ «نه‌گومگانگ»، هوئیانگ)

در سال ۱۹۷۷ میلادی، روستای «شینپونگ» به «دانپونگ» [단풍리] تغییر نام یافت.
در سال ۱۹۸۷ میلادی ،دو روستای سان‌وول [산월리] و گوکسان [곡산리] از این شهرستان جدا شده و به شهرستان چانگدو پیوستند. (۱ شهرک، ۲۴ روستا)
در سال ۱۹۹۹ میلادی، دو روستای «بیونگمو» [병무리] و «نه‌گانگ» [내강리]  ادغام شده و به «نه‌گومگانگ» [내금강리] تبدیل شدند. (۱ شهرک، ۲۳ روستا)
در طول دههٔ ۱۹۹۰ میلادی، سد ایمنام ساخته شد، و به تبع از آن، مناطق مختلفی از شهرستان چانگدو زیر آب دریاچهٔ پشت سد قرار گرفتند. علاوه بر آن، راه ارتباطی مناطق مختلفی از این شهرستان قطع شد.
در نوامبر سال ۲۰۰۰ میلادی، به دلیل تغییرات جغرافیایی ناشی از ساخت سد ایمنام، اراضی‌ای از روستاهایی در تابعیت شهرستان چانگدو، از آن جدا شده و به شهرستان گومگانگ و شهرستان گیم‌هوا پیوستند. 
اراضیِ تعداد ۹ روستا به شهرستان گومگانگ پیوستند، شامل: اوچون [오천리]، اینپه [인패리]، بِکهیون [백현리]، چولبیوک [철벽리]، چون [천리]، ده‌جونگ [대정리]، سونگ‌گو [송거리]، موندونگ [문등리]، میونچون [면천리]. 
از این روستاها، ۵ عدد از آن‌ها، به دلیل غرق شدن، منحل شده و جذب روستا‌های همسایه شدند.
- روستای اوچون [오천리]: شامل اراضی ۵ روستاهای «اوچون»، «اینپه»، «چولبیوک»، «ده‌جونگ»، «میونچون»
- روستای بِکهیون [백현리]
- روستای سونگ‌گو [송거리]: شامل اراضی ۲ روستای «چون» و «سونگ‌گو»
- روستای موندونگ [문등리]

بین سال‌های ۲۰۰۲ تا ۲۰۲۴، بخش‌هایی از شهرستان گوسونگ و شهرستان گومگانگ رسما از استان گانگوون جدا شده و به عنوان منطقه توریستی کوه گومگانگ مدیریت شدند. هدف از این منطقه، ایجاد منطقهٔ ویژه اقتصادی-توریستی بود که شرکت‌های کره جنوبی، آزاد از قوانین و محدودیت‌های دولت کره شمالی می‌توانستند در امکانات و تأسیسات توریستی سرمایه‌گذاری کنند، و شهروندان کره جنوبی می‌توانستند هم محدودیت‌های دولت کرهٔ جنوبی، و هم محدودیت‌های کرهٔ شمالی را دور زده و به شمال سفر کنند. این منطقه از سال ۲۰۰۸ میلادی به بعد، پس از قتل «پارک وان‌جا»، رو به زوال رفت، و در نهایت در سال ۲۰۲۴ میلادی منحل شد.